# Tales from the Twilight World
Tales from the Twilight World (с англ. — «Истории из сумрачного мира») — третий студийный альбом группы Blind Guardian, выпущенный 16 июля 1990 года.

## Об альбоме
Для группы этот альбом является переходным от спид-метала к пауэр-металу.
Tales from the Twilight World стал третьей пластинкой группы, в записи которой принял участие тот же «классический» состав Blind Guardian: (Ханзи Кюрш — вокал, бас-гитара; Андре Ольбрих — ведущая гитара;Маркус Зипен — ритм-гитара; Томен Стаух — ударные). В составе группы на этом альбоме второй раз появился, как сессионный музыкант, Кай Хансен (Helloween, Gamma Ray).

## Список композиций
Все тексты написаны Ханси Кюрш, вся музыка написана Андре Ольбрих и Ханси Кюрш, кроме того, третий соавтор Goodbye My Friend — Томен Штаух, а соавтор Lost in the Twilight Hall — Маркус Зипен.
| №                   | Название                    | Перевод названия             | Длительность |
| ------------------- | --------------------------- | ---------------------------- | ------------ |
| 1.                  | «Traveler in Time»          | Путешественник во времени    | 5:59         |
| 2.                  | «Welcome to Dying»          | Добро пожаловать к умирающим | 4:47         |
| 3.                  | «Weird Dreams»              | Безумные Грезы               | 1:19         |
| 4.                  | «Lord of the Rings»         | Властелин колец              | 3:14         |
| 5.                  | «Goodbye My Friend»         | Прощай, друг мой             | 5:33         |
| 6.                  | «Lost in the Twilight Hall» | Пропал в сумеречном зале     | 5:58         |
| 7.                  | «Tommyknockers»             | Томминокеры                  | 5:09         |
| 8.                  | «Altair 4»                  | Альтаир 4                    | 2:26         |
| 9.                  | «The Last Candle»           | Последняя свеча              | 5:59         |
| Общая длительность: | Общая длительность:         | Общая длительность:          | 40:45        |

## Песни
- Traveler in Time написана по фантастической книге Френка Херберта «Дюна».
- Welcome to Dying основана на одной из новелл Питера Страуба.
- Lord of the Rings посвящена знаменитой трилогии Толкиена Властелин колец.
- Goodbye My Friend основана на фильме Стивена Спилберга Инопланетянин. Друг мальчика, инопланетянин, улетает, и мальчик прощается с ним.
- Lost in the Twilight Hall снова повествует про мир Толкиена, а именно про упавшего в Морийский ров Гэндальфа.
- Tommyknockers основана на одном из самых знаменитых романов Стивена Кинга Томминокеры.
- Altair 4 также основана на одном из самых знаменитых романов Стивена Кинга Томминокеры.
- The Last Candle посвящена Средиземью Толкиена. Речь идет о начале Войны Кольца и атаках орков.

## Участники записи
- Ханзи Кюрш — вокал, бас-гитара
- Андре Ольбрих — ведущая гитара и бэк-вокал
- Маркус Зипен — ритм-гитара и бэк-вокал
- Томен Стаух — ударные
- Кай Хансен — бэк-вокал, вокал на «Lost in the Twilight Hall» и соло на «The Last Candle»
- Пит Силк — бэк-вокал, эффекты
- Мэтиас Визнер — эффекты, клавишные
- Рольф Кёлер, «Hacky» Хакменн и Калле Трапп — бэк-вокал